# Who Cares a Lot?
Who Cares a Lot? è una compilation del gruppo musicale Faith No More pubblicata nel 1998. Questo album raccoglie le loro canzoni più conosciute.
Il primo disco contiene 15 singoli ordinati per ordine cronologico, mentre il secondo cd contiene canzoni inedite, demo, registrazioni di live, tutte scelte dalla Slash Records.

## Tracce
Disc: 1
1. We Care a Lot [Original Version]
2. Introduce Yourself
3. From Out of Nowhere
4. Epic
5. Falling to Pieces
6. Midlife Crisis
7. Small Victory
8. Easy
9. Digging the Grave
10. The Gentle Art of Making Enemies
11. Evidence
12. I Started a Joke
13. Last Cup of Sorrow
14. Ashes to Ashes
15. Stripsearch

Disc: 2
1. World Is Yours
2. Hippie Jam Song
3. Instrumental
4. I Won't Forget You
5. Introduce Yourself [4-Track Demos]
6. Highway Star
7. Theme from Midnight Cowboy
8. This Guy's in Love With You